# Колеџ
Колеџ (лат. collegium) је образовна установа карактеристична за англосаксонске земље.
Често су то самосталне установе, али могу бити и у саставу универзитета. Могу бити у средњошколске установе (сличне гимназијама), и такве установе се налазе по Уједињеном Краљевству и Канади. Примјери су енглески колеџи Винчестер и Итон који датирају још из 14. вијека. Колеџи могу бити и поједина универзитетска одјељења, у којима студенти станују и уче.
Амерички колеџи су већином високе школе, које школују полазнике од 17 до 21 године.

## Етимологија
Реч „колеџ“ потиче од латинског глагола lego, legere, legi, lectum, „сакупити, скупити, покупити“, плус предлог cum, „са“, што значи „заједно одабрани“. Стога, „колеге“ су дословно „особе које су одабране да раде заједно“. У старом Риму колегијум је био „тело, цех, корпорација уједињена у сарадништву; магистрата, претора, трибуни, свештеници, пророци; политички клуб или трговачки цех“. Колеџ је био облик корпорације или корпоративног тела, вештачко правно лице (тело/корпус) са сопственим правним субјектом, са способношћу да склапа правне уговоре, да тужи и да буде тужен. У средњовековној Енглеској постојали су колеџи свештеника, на пример у капелама црквених храмова; модерни преживели примери укључују Краљевски колеџ хирурга у Енглеској (првобитно Хируршки цех града Лондона), Војни колеџ у Лондону (тело хералдика које спроводи хералдичко право), изборни колеџ (за бирање представника) итд, све групе лица „заједнички изабраних” за обављање одређене функције, које именује монарх, оснивач или друга особа на власти. Што се тиче модерног „образовног колеџа“, то је било тело створено за ту сврху, на пример Итон колеџ је основан 1440. године патентом краља Хенрија VI за оснивање колеџа стипендиста, свештеника, чиновника, певача, сиромашних ученика и старих сиромашних људи, са једним господаром или гувернером, чија ће дужност бити да подучава ове учењаке и све друге који могу да дођу из било ког дела Енглеске у познавању писма, а посебно граматике, без плаћања.

## Преглед

### Више образовање
У оквиру високог образовања, термин се може користити за означавање:
- Конститутивна уметност колегијатног универзитета, на пример Краљевски колеџ, Кембриџ, или федералног универзитета, на пример Краљевски колеџ Лондон.
- Факултет либералних уметности, независна институција високог образовања која се фокусира на додипломско образовање, као што је Вилијамс колеџ или Амхерст колеџ.
- Одсек за либералне уметности универзитета чији додипломски програм иначе не прати модел либералних уметности, као што је Јуанпеј колеџ на Универзитету у Пекингу.
- Институт који пружа специјализовану обуку, као што је колеџ даљег образовања, на пример Белфаст Метрополитен колеџ, колеџ за обуку наставника или уметнички колеџ.
- У Сједињеним Државама, колеџ је понекад, али ретко, синоним за истраживачки универзитет, као што је Дартмоут колеџ, један од осам универзитета у Ајви лиге.

### Даље образовање
Шести облик колеџа или колеџ даљег образовања је образовна институција у Енглеској, Велсу, Северној Ирској, Белизеу, на Карибима, Малти, Норвешкој, Брунеју или Јужној Африци, између осталих, где ученици старости од 16 до 19 година обично уче за напредну школу - ниво квалификације, као што су А-нивои, , HND или његов еквивалент и Диплома међународне матуре, или квалификације на нивоу школе као што је GCSE. У Сингапуру и Индији ово је познато као јуниорски колеџ. Општинска управа града Париза користи фразу „шести облик колеџа“ као енглески назив за лицеј.

### Средње образовање
У бројним канадским градовима, многе средње школе које води влада називају се „колегијати“ или „колегијални институти“ (C.I.), што је компликован облик речи „колеџ“ који избегава уобичајену конотацију „пост-средње школе“. То је зато што су се ове средње школе традиционално фокусирале на академске, а не на стручне предмете и нивое способности (на пример, факултети су нудили латински језик, док су стручне школе нудиле техничке курсеве). Неке приватне средње школе (као што су Горњеканадски колеџ, Ванкуверски колеџ) ипак бирају да користе реч „колеџ“ у својим називима. Неке средње школе у другим деловима земље, посебно оне у оквиру засебног школског система, такође понекад користе реч „колеџ“ или „колегијат“ у својим називима.
У Холандији, „колеџ” је еквивалентан  (високо професионално образовање). Оријентисан је на стручно усавршавање са јасним погледом на занимање, за разлику од универзитета који су научно оријентисани.

## Колеџ по држави

### Уједињено Краљевство

#### Средње образовање и даље образовање
Факултети за даље образовање (FE) и шести облик колеџа су институције које пружају даље образовање студентима старијим од 16 година. Неки од њих такође пружају курсеве високог образовања (види испод). У контексту средњег образовања, 'колеџ' се користи у називима неких приватних школа, нпр. Итон колеџ и Винчестер колеџ.

#### Више образовање
У високом образовању, колеџ је обично пружалац услуга који нема статус универзитета, иако се може односити и на саставни део колегијалног или савезног универзитета или на групу академских факултета или одељења у оквиру универзитета. Традиционално, разлика између колеџа и универзитета је била да колеџи не додељују дипломе док универзитети додељују, али то више није случај са -ом који је добио овлашћења за доделу диплома (исто као и неки универзитети) у име својих колеџа, и многи колеџи Универзитета у Лондону имају пуна овлашћења за доделу диплома и заправо су универзитети. Већина колеџа, међутим, нема сопствена овлашћења за доделу диплома и настављају да нуде курсеве високог образовања које су потврдили универзитети или друге институције које могу доделити дипломе.
У Енглеској, према подацима из августа 2016, преко 60% високошколских установа које директно финансира HEFCE (208/340) су колеџи шестог облика или даљег образовања, који се често називају колеџи даљег и високог образовања, заједно са 17 колеџа Универзитета у Лондону, један универзитетски колеџ, 100 универзитета и 14 других провајдера (од којих шест користи 'колеџ' у свом називу). Све у свему, то значи да су више од две трећине пружалаца високог образовања које подржава држава у Енглеској колеџи неког облика. Многи приватни провајдери називају се и факултетима, нпр. Нови колеџ хуманистичких наука и Колеџ Светог Патрика у Лондону.
Колеџи у оквиру универзитета се веома разликују у својим одговорностима. Велики колеџи Универзитета у Лондону су заправо универзитети сами по себи; колеџи на неким универзитетима, укључујући оне Универзитета уметности у Лондону и мање колеџе Универзитета у Лондону, воде сопствене курсеве, али не додељују дипломе; они на Универзитету Рохамптон обезбеђују смештај и пасторалну бригу, као и извођење наставе на универзитетским курсевима; они на Оксфорду и Кембриџу изводе предавања на универзитетским курсевима, као и обезбеђивање смештаја; а они у Дараму, Кенту, Ланкастеру и Јорку пружају смештај, али обично не учествују у формалној настави. Правни статус ових колеџа такође варира у великој мери, при чему су факултети Универзитета у Лондону независне корпорације и призната тела, колеџи у Оксбриџу, колеџи Универзитета Хајландс и Исландс (UHI) и неки колеџи у Дараму су независне корпорације и тела на листи, већина Дарам колеџа су у власништву универзитета, али су још увек наведени као академска тела, док они других универзитетских универзитета који немају формално признање. При подношењу апликација за додипломске курсеве преко UCAS-а, колеџи Универзитета у Лондону се третирају као независни пружаоци услуга, факултети у Оксфорду, Кембриџу, Дараму и UHI се третирају као локације у оквиру универзитета које се могу изабрати навођењем „кода кампуса“ поред одабира универзитета, и колеџи других универзитета нису признати.
UHI и Универзитет у Велсу Тринити Сејнт Давид (UWTSD) укључују факултете за даље образовање. Међутим, док UHI колеџи интегришу пружање FE и HE, UWTSD одржава раздвајање између универзитетских кампуса (Лампетер, Кармартен и Свонси) и два колеџа (Колеџ сер Гар и Колеџ Кередигион; напомена coleg је велшки за колеџ), који иако део исте групе се третирају као засебне институције, а не као факултети у оквиру универзитета.